# 9K114 Šturm
9K114 Šturm (NATO naziv: AT-6 Spiral) sovjetska je protuoklopna raketa s radijskim SACLOS navođenjem. 

## Vanjske poveznice
|  | Zajednički poslužitelj ima još gradiva o temi 9K114 Šturm |